# Кубок РСФСР по футболу
Кубок РСФСР по футболу для команд второй лиги — футбольный турнир, который проводился с 1973 по 1991 год в РСФСР для команд, участвовавших во второй лиге чемпионата СССР.
Турнир был учрежден к 75-летию футбола в России. Игрокам — обладателям Кубка присваивалось звание «кандидат в мастера спорта СССР».
В 1978, 1979 и 1982 годах розыгрыш не проводился из-за проведения Спартакиады народов РСФСР.
- Ни одна из команд не выигрывала розыгрыш Кубка РСФСР для команд второй лиги более одного раза.
- Только «Геолог» (Тюмень) трижды играл в финале Кубка РСФСР (причем подряд с 1983 по 1985), но победил только в розыгрыше 1984 года.
- Дважды в финале играли «Факел» (Воронеж), «Текстильщик» (Иваново) и Локомотив (Калуга), однако только калужане не смогли одержать победы в финальном матче.
- Команда «Знамя труда» (Орехово-Зуево), уступившая в финале розыгрыша Кубка РСФСР 1980 года, играла также и в финале Кубка СССР по футболу 1962 года.
- Команды «Факел» (Воронеж), Волга (Калинин), «Геолог» (Тюмень), Звезда (Пермь) и Динамо (Ставрополь) становились также чемпионами РСФСР.

## Достижения клубов
| Клуб                              | Обладатель | Финалист       |
| --------------------------------- | ---------- | -------------- |
| Тюмень                            | 1 (1984)   | 2 (1983, 1985) |
| Факел (Воронеж)                   | 1 (1977)   | 1 (1976)       |
| Текстильщик (Иваново)             | 1 (1986)   | 1 (1984)       |
| Вулкан (Петропавловск-Камчатский) | 1 (1973)   | —              |
| Металлург-Магнитогорск            | 1 (1974)   | —              |
| Волга (Тверь)                     | 1 (1975)   | —              |
| Амур (Благовещенск)               | 1 (1976)   | —              |
| Лада-Тольятти                     | 1 (1980)   | —              |
| Иртыш (Омск)                      | 1 (1981)   | —              |
| Динамо (Ставрополь)               | 1 (1983)   | —              |
| Пресня (Москва)                   | 1 (1985)   | —              |
| Звезда (Пермь)                    | 1 (1987)   | —              |
| Зенит (Ижевск)                    | 1 (1988)   | —              |
| Океан (Находка)                   | 1 (1989)   | —              |
| АПК (Азов)                        | 1 (1990)   | —              |
| Тобол (Курган)                    | 1 (1991)   | —              |
| Локомотив (Калуга)                | —          | 2 (1974, 1981) |
| Псков-2000                        | —          | 1 (1973)       |
| Динамо (Барнаул)                  | —          | 1 (1975)       |
| Чкаловец (Новосибирск)            | —          | 1 (1977)       |
| Знамя Труда (Орехово-Зуево)       | —          | 1 (1980)       |
| Торпедо (Рубцовск)                | —          | 1 (1986)       |
| Зоркий (Красногорск)              | —          | 1 (1987)       |
| Спартак-Нальчик                   | —          | 1 (1988)       |
| Звезда (Городище)                 | —          | 1 (1989)       |
| Башсельмаш (Нефтекамск)           | —          | 1 (1990)       |
| Славянск (Славянск-на-Кубани)     | —          | 1 (1991)       |

## Финалы розыгрыша Кубка РСФСР
Розыгрыш Кубка РСФСР проходил в два этапа: на первом этапе проводились турниры в зонах второй лиги по «олимпийской» системе; на второй этапе также по «олимпийской» системе определялся обладатель Кубка РСФСР (только в 1988 году был проведен однокруговой турнир среди победителей зональных турниров).
| Год  | Обладатель Кубка РСФСР            | Финалист Кубка РСФСР        | счет финала |
| ---- | --------------------------------- | --------------------------- | ----------- |
| 1973 | Вулкан (Петропавловск-Камчатский) | Машиностроитель (Псков)     | 1:0         |
| 1974 | Металлург (Магнитогорск)          | Локомотив (Калуга)          | 2:1         |
| 1975 | Волга (Калинин)                   | Динамо (Барнаул)            | 2:1         |
| 1976 | Амур (Благовещенск)               | Факел (Воронеж)             | 2:0         |
| 1977 | Факел (Воронеж)                   | Чкаловец (Новосибирск)      | 2:1         |
| 1978 | не проводился                     |                             |             |
| 1979 | не проводился                     |                             |             |
| 1980 | Торпедо (Тольятти)                | Знамя Труда (Орехово-Зуево) | 3:2         |
| 1981 | Иртыш (Омск)                      | Локомотив (Калуга)          | 5:0         |
| 1982 | не проводился                     |                             |             |
| 1983 | Динамо (Ставрополь)               | Геолог (Тюмень)             | 4:0         |
| 1984 | Геолог (Тюмень)                   | Текстильщик (Иваново)       | 1:0         |
| 1985 | Красная Пресня (Москва)           | Геолог (Тюмень)             | 0:0, 2:0    |
| 1986 | Текстильщик (Иваново)             | Торпедо (Рубцовск)          | 1:0, 5:1    |
| 1987 | Звезда (Пермь)                    | Зоркий (Красногорск)        | 1:2, 3:0    |
| 1988 | Зенит (Ижевск)                    |                             |             |
| 1989 | Океан (Находка)                   | Звезда (Городище)           | 2:1, 4:2    |
| 1990 | АПК (Азов)                        | Башсельмаш (Нефтекамск)     | 3:1, 2:0    |
| 1991 | Сибирь (Курган)                   | Кубань (Бараниковский)      | 2:0, 1:3    |